# 桂米朝句集
桂米朝句集（かつらべいちょう・くしゅう）は、落語家の3代目桂米朝が2011年に岩波書店より出版した俳句作品集である。
桂米朝は、落語家の活動の傍ら「東京やなぎ句会」の創設当初からのメンバーで、自らの芸名の一部である「米」にちなんで、「八十八」（やそはち）という俳号を持っている。この作品は米朝の米寿（88歳）到達を記念するにあたり、米朝のこれまでの半生で作った俳句の作品を初めてまとめたものである。

## 関連作品
- 桂米朝集成
- 桂米朝座談